# ウプサラ中央駅
ウプサラ中央駅(スウェーデン語: Uppsala centralstation)はスウェーデン・ウプサラにある鉄道駅である。南側のストックホルムから北側のイェブレ(Gävle)やスンツヴァルへ向かうSJ ABの東海岸線(Ostkustbanan)上にあり、X2000などの都市間列車が結んでいる。また、SJ ABのローカル列車やウプランズ・ロカールトラフィーク(Upplands Lokaltrafik)の列車(Upptåget)がストックホルム・アーランダ空港とを結んでいる。
駅前はウプサランズ・ロカールトラフィークが運営する路線バスのバスターミナルになっており、駅周辺部は駐輪スペースがある。2005年から2011年にかけてウプサラ中央駅は改修工事が行われており、旅行センターの設置やバス乗り場の改良、広場や駐車場の整備がされる予定である。1927年までUpsalaと呼称されていた。